# حكيم عليوان
حكيم سالم أولاجيوان (Hakeem Olajuwon) ولد في (21 يناير 1963) في لاغوس في نيجيريا وهو لاعب كرة سلة أمريكي مسلم محترف من أصل نيجيري يلعب في دوري الرابطة الوطنية لكرة السلة من عام 1984 إلى 2002

## البدايات
ولد في مدينة لاغوس في نيجيريا 21 يناير 1963، لعائله من الطبقة المتوسطة من أصحاب الأعمال التجارية للاسمنت في لاغوس، وكان الثالث من ستة أطفال. ؛ صادقين، وخلال شبابه، كان حارس مرمى كرة القدم، عليوان لم يلعب كرة السلة حتى سن ال 15.

## البداية مع كرة السلة
عليوان هاجر من نيجيريا للعب كرة السلة في جامعة هيوستن أختير من قبل فريق هيوستن روكتس عام 1984، ساهم معهم بالوصول إلى نهائي دوري الرابطة الوطنية لكرة السلة لأول مره عام 1986 حينما أزاحوا عقبة لوس أنجلوس لايكرز في نهائي المنطقة الغربية ولكنهم حسروا اللقب أمام بوسطن سلتكس.

## بدايته مع الألقاب
كان موسمي 1994 - 1995 هي سنوات التوهج في تاريخ حكيم عليوان وفريقه هيوستن روكتس حيث كان يضم في ذلك الوقت أسماء لامعه روبرت هوري وأوتيس ثورب وكيني سميث وتوجوا باللقب عامي 1994 أمام نيويورك نيكس وعام 1995 أمام أورلاندو ماجيك وكان حكيم عليوان النجم الأبرز في تلك الفترة.

## الاعتزال
بقي حكيم مع هيوستن روكتس حتى موسم 2001 وانتقل بعده إلى تورونتو رابتورز حتى عام 2002

## روابط خارجية
- حكيم عليوان على موقع IMDb (الإنجليزية)
- حكيم عليوان على موقع الموسوعة البريطانية (الإنجليزية)
- حكيم عليوان على موقع إن إن دي بي (الإنجليزية)
- حكيم عليوان على موقع قاعدة بيانات الفيلم (الإنجليزية)
- حكيم عليوان على موقع الاتحاد الدولي لكرة السلة (الإنجليزية)
- حكيم عليوان على موقع إن بي أي (الإنجليزية)
- حكيم عليوان على موقع سبورتس رفرنس (الإنجليزية)
- حكيم عليوان على موقع كرة السلة الأوروبية.كوم (الإنجليزية)
- حكيم عليوان على موقع إي إس بي إن.كوم (الإنجليزية)
- حكيم عليوان على موقع كلية كرة السلة في سبورتس رفرنس.كوم (الإنجليزية)
- حكيم عليوان على موقع ريلجم (الإنجليزية)
- حكيم عليوان على موقع بروبوليرز (الإنجليزية)
- حكيم عليوان على موقع سبورتس رفرنس (الإنجليزية)
- حكيم عليوان على موقع أوليمبيديا (الإنجليزية)